# Досягти Терри
«Досягти Терри» або «Битва за планету Терра» (англ. Battle for Terra) — американський фантастичний тривимірний анімаційний фільм Аристоменіса Цірбаса. Вперше показаний 7 вересня 2007 року на Міжнародному кінофестивалі в Торонто, у всесвітній прокат випущений 1 травня 2009 року. Мультфільм завоював Гран-прі за найкращу анімацію на Міжнародному фестивалі анімаційних фільмів в Оттаві.

## Сюжет
На подібній до Землі планеті Терра живуть племена миролюбних літаючих істот, які послуговуються тільки найпростішими механізмами. Юна Мала вчиться керувати махольотом, коли несподівано в небі з'являється невідомий об'єкт, закриваючи сонце. Терранці не розуміють що сталося, деякі вважають, що втручанням богів. Мала, потай зібравши телескоп, бачить, що сонце закриває величезний космічний корабель. Але перш ніж та встигає попередити інших, прибульці з космосу починають викрадати членів її племені. Після викрадення рідного батька Мали, вона заманює літак прибульців до природної аеродинаміної труби. Пілотом виявляється людина, лейтенант Джим Стентон. Його робот-асистент Джідді попереджає — повітря Терри непридатне для дихання людей. Мала створює для пілота герметичний намет з киснем і пропонує угоду: вона допоможе поремонтувати літак, а він доставить її на свій корабель і допоможе повернути батька. Джідді розповідає мету прибуття людей — колонізувати Терру, позаяк Земля, Марс і Венера були знищені у війні. Разом вони виготовляють стабілізатор, необхідний для польоту літака, з доступних плем'ю матеріалів. Повернувшись на місце аварії, вони виявляють, що літак зник.
У пошуках апарата Мала довідується, що старійшини племені приховують правду про минуле Терри. Терранці в давнину володіли високими технологіями, як і люди, однак усвідомивши загрозу від надмірного користування ними, повернулися до племінного життя. Мала забирає відібраний старійшинами літак і вирішає з пілотом на корабель. Джим наказує Малі залишитися і чекати його, але вона тікає на пошуки батька й потрапляє на очі іншим людям. У спробі врятувати Малу, її батько робить пролом в корпусі ковчега і ціною вбивства двох осіб і власної загибелі звільняє дочку. Тим часом рада прибульців обговорює майбутні дії щодо планети Терра і її жителів. Генерал Геммер наполягає на атаці на місцеве населення аби звільнити простір для колонізації. Однако його думка розходиться з думкою ради, який розглядає можливість мирного співіснування двох видів. Зрозумівши, що рада не дасть дозволу на військову операцію, генерал організовує переворот і поміщає членів ради під арешт. Геммер шантажує Джима, змушуючи його зробити вибір між життям Мали і його братом. Джим робить вибір на користь брата, але також вирішує допомогти Малу за допомогою Джідді. Після того, як Джим наказує Джідді врятувати Малу, він отримує наказ почати установку терраформера — пристрою, що зробить атмосферу терри придатною для дихання. Однак це також уб'є терранів.
Терранці піднімають в повітря сховані у підземеллях винищувачі, вступаючи в повітряний бій з людьми. Стентон вирішує протаранити терраформер, одночасно обстрілюючи його ракетами. Установка вибухає разом з генералом Геммером. Земляни втрачають шанс отримати новий дім, однак верховний жрець терранців, впізнаючи в людях минуле власного народу, придумує вихід.
За якийсь час люди будують місто всередині величезного кисневого купола, створеного терранцями. В його центрі зводиться статуя загиблого Джима Стентона.

## Ролі озвучили
- Еван Рейчел Вуд — Мала
- Браян Кокс — генерал Геммер
- Люк Вілсон — Джим Стентон
- Девід Кросс — Джідді
- Джастін Лонг — Сен
- Аманда Піт — Марія Монтес
- Денніс Квейд — Ровен
- Кріс Еванс — Стюарт Стентон
- Джеймс Гарнер — Дорон
- Денні Гловер — президент Чен
- Марк Хемілл — старійшина Орін
- Рон Перлман — старійшина Ворін
- Філ Ламарр — торговець тканинами
- Лорейн Ньюмен — торговець іграшками

## Саундтрек
1. Journey Through Space
2. Life on Terra/First Strike
3. Flying With Whales
4. Ceremony of Life
5. Oxygen Tent
6. Hijacking the Ship
7. Low B
8. General Hemmer
9. The Ultimate Test
10. Mala Finds Father
11. War Begins
12. Battle
13. Destroying the Terraformer
14. Epilogue